# Nikolaj Radin
Nikolaj Mariusovič Radin (San Pietroburgo, 15 dicembre 1872 – Mosca, 24 agosto 1935) è stato un attore russo.

## Filmografia parziale

### Attore
- Leon Drej (1915)
- Dopo la felicità (1917)
- Korol' Pariža (1917)
- Campane a martello (1917)
- Marionetki, regia di Jakov Protazanov e Porfirij Podobed (1933)

## Premi
- Artista onorato della RSFSR